# Invitalia
Invitalia, ufficialmente Agenzia nazionale per l'attrazione degli investimenti e lo sviluppo d'impresa S.p.A., è un'agenzia governativa italiana costituita come società per azioni e partecipata interamente dal Ministero dell'economia e delle finanze.
L'azienda è attiva nel processo di crescita economica del Paese, attraverso l'azione su settori strategici per lo sviluppo e l'occupazione ed è altresì impegnata nel rilancio delle aree di crisi, con particolare riferimento al Mezzogiorno.
Invitalia gestisce gli incentivi nazionali che favoriscono la nascita di nuove imprese e le startup innovative e offre servizi alla Pubblica Amministrazione per accelerare la spesa dei fondi comunitari e nazionali e per la valorizzazione dei beni culturali.
È centrale di committenza e stazione appaltante per la realizzazione di interventi strategici sul territorio.
Possiede tre uffici principali a Roma, in Via Calabria 46, sede centrale, Via Pietro Boccanelli 12 - 30 e Viale Europa 172 (presso il Ministero delle imprese e del made in Italy). Il Gruppo Invitalia possiede ulteriori uffici territoriali a Rieti, Foligno, Teramo, Ascoli Piceno, Serrapetrona, Macerata, Ancona, Bologna, Napoli, Cagliari e Iglesias.

## Storia
Nasce nel 1999 come Sviluppo Italia S.p.A in seguito al decreto legislativo n. 1 del 9 gennaio 1999 deliberato dal Governo D'Alema I (Riordino degli enti e delle società di promozione e istituzione della società Sviluppo Italia) che disponeva la fusione di SPI, Itainvest (ex Gepi), IG (S.p.a. per l'imprenditorialità giovanile), Insud (promozione e sviluppo di imprese turistiche e termali), Ribs (strumento operativo del Ministero delle risorse agricole, alimentari e forestali sul risanamento agro-industriale zuccheri), ENI-Sud, Finagra (promozione nel settore agro alimentare) in un'unica azienda per rilanciare lo sviluppo industriale del Mezzogiorno d'Italia dopo la scomparsa della Cassa del Mezzogiorno. Dal 2003 rientra nella sua missione anche l'attrazione di investimenti esteri.
In ottemperanza ad una specifica norma della legge finanziaria 2007, Invitalia è chiamata ad un piano di riordino, dismissioni e rilancio del gruppo che il 23 luglio 2008 assume la denominazione di Invitalia.

## Attività
Invitalia gestisce quasi tutte le agevolazioni dello Stato alle imprese e alle startup innovative e fornisce un supporto tecnico e operativo alla pubblica amministrazione in particolare come al Ministero delle imprese e del made in Italy e provvede all'attuazione degli accordi di programma dei progetti finanziati dall'Unione europea.
Sul fronte dell'attuazione degli investimenti, dal gennaio 2013 al settembre 2014 contribuisce, con i contratti di sviluppo, all'insediamento sul territorio nazionale di multinazionali come Rolls-Royce, Unilever, Vodafone, Enterra, Sasol e Bridgestone, attivando investimenti esteri per circa 250 milioni di euro, uniti ai 166 stanziati da Invitalia. L'obiettivo è quello di promuovere l'innovazione del sistema industriale e gli investimenti esteri in Italia, attraverso la valorizzazione e il rilancio delle potenzialità dei territori.
Dal 2014 si occupa anche di edilizia e di rilanciare le aree industriali in crisi, talvolta tramite la rilevazione o l'acquisizione delle imprese in difficoltà.
Invitalia gestisce le seguenti misure incentivanti:
| Creazione di Nuove Imprese | Rafforzamento di Imprese Esistenti | Grandi Investimenti                                         | Emergenza Sanitaria Covid-19 |
| --- | --- | ----------------------------------------------------------- | ---------------------------- |
| - Resto al Sud - Imprenditoria Femminile - Cultura Crea 2.0 - SmartStart Italia - Smart Money - Fondo Imprese Creative - ON - Oltre nuove imprese a tasso zero - Selfiemployment - Tessile, moda e accessori - Sistema Invitalia Startup - Bravo Innovation Hub - Programma Best - Autoimprenditorialità - Autoimpiego | - Rilancio PMI Cratere Sismico - Cresci al Sud - Fondo Patrimonio PMI - Fondo GID - Legge 181/89 - Economia circolare - Digital transformation - Brevetti+ - Voucher 3i - Fondo Nazionale Efficienza Energetica - Investimenti Innovativi - Italia Economia Sociale - Voucher internazionalizzazione - Fondo per l'intrattenimento digitale - SPIN - Scaleup Program Invitalia Network - Supporto imprese beneficiarie - Incentivi D.M. 7 agosto 2019 - Fondo Salvaguardia Imprese | - Contratti di Sviluppo - Attrazione di investimenti esteri | - Curaitalia Incentivi       |

### La struttura organizzativa
L’Agenzia si articola in quattro "Business Unit":
- Incentivi e Innovazione: assicura la progettazione, gestione, attuazione e valutazione di impatto dell’insieme di incentivi e strumenti a sostegno dello sviluppo e dei processi di innovazione delle imprese italiane e straniere, al fine di promuovere la crescita e la competitività dell’economia nazionale;
- Investimenti Pubblici: assicura la promozione e gestione di programmi e progetti per la realizzazione degli investimenti pubblici, operando con le Istituzioni per sostenerne la capacità di attuazione;
- Programmi Operativi: assicura l’assistenza tecnica alle Amministrazioni per lo sviluppo, la gestione e l’attuazione di Programmi Operativi Comunitari e Nazionali, al fine di rafforzarne la capacità amministrativa, anche attraverso la semplificazione e la digitalizzazione dei processi;
- Investment Management: si occupa della gestione di Fondi di investimento, oltre che del coordinamento strategico e operativo delle partecipazioni.[10]

### Iran
A seguito della riapertura delle relazioni commerciali tra Italia ed Iran, con legge 205/17 Invitalia è stata autorizzata ad agire come agenzia di credito all'esportazione per rilasciare finanziamenti, garantire fidi ed assicurare dai rischi gli investimenti delle imprese italiane in paesi ad alto rischio (secondo gli standard GAFI). È stato creato, pertanto, il veicolo Invitalia Global Investment S.p.A.. Il primo accordo è stato siglato con Bank of Industry and Mine e Middle East Bank, a cui Invitalia Global Investment mette a disposizione una linea di credito da 5 miliardi di euro, garantita dallo Stato Italiano per finanziare progetti nel campo energetico, infrastrutturale, chimico, petrolchimico e metallurgico realizzati da imprese italiane e locali. È doveroso precisare, tuttavia, che il ruolo di agenzia di credito all'esportazione, in Italia, è ricoperto da Sace S.p.A. (Gruppo Cassa Depositi e Prestiti). In questa circostanza, però, i vertici di Sace hanno ritenuto troppo rischioso, dal lato economico e reputazionale, finanziare ed assicurare le attività iraniane delle compagnie italiane, a causa delle possibili sanzioni che gli USA potrebbero riapplicare all'Iran e dalle perdite che conseguentemente ne potrebbero derivare (Sace/Cdp opera attraverso capitali privati, ovvero i risparmi postali). Il Ministero dell'economia e delle finanze ha, quindi, deciso di utilizzare le risorse di Invitalia, visto l'ammontare degli investimenti italiani in Iran, circa 30 miliardi di euro.

### Emergenza Sanitaria Covid-19
Il 16 marzo 2020 Domenico Arcuri viene nominato, dal Presidente del Consiglio Giuseppe Conte, Commissario Straordinario per l'attuazione e il coordinamento delle misure occorrenti per il contenimento e contrasto dell'emergenza epidemiologica COVID-19 e la struttura di Invitalia, esperta nel supporto alla realizzazione di filiere produttive, nella gestione dell'approvvigionamento pubblico e nella realizzazione di investimenti pubblici, ha affiancato lo stesso nelle attività connesse alla gestione dell’emergenza Covid-19. Il supporto di Invitalia nella gestione della crisi ha riguardato tre aspetti: centralizzazione degli acquisti, potenziamento della rete ospedaliera e pianificazione e supporto alla campagna vaccinale. L'incarico è cessato il 1º marzo 2021.

## Principali partecipazioni
Invitalia detiene diverse partecipazioni societarie, tra le quali assumono maggiore rilievo quelle strumentali alla propria missione aziendale, tramite "Invitalia Partecipazioni S.p.A.", la società di gestione di partecipazioni del Gruppo Invitalia. 

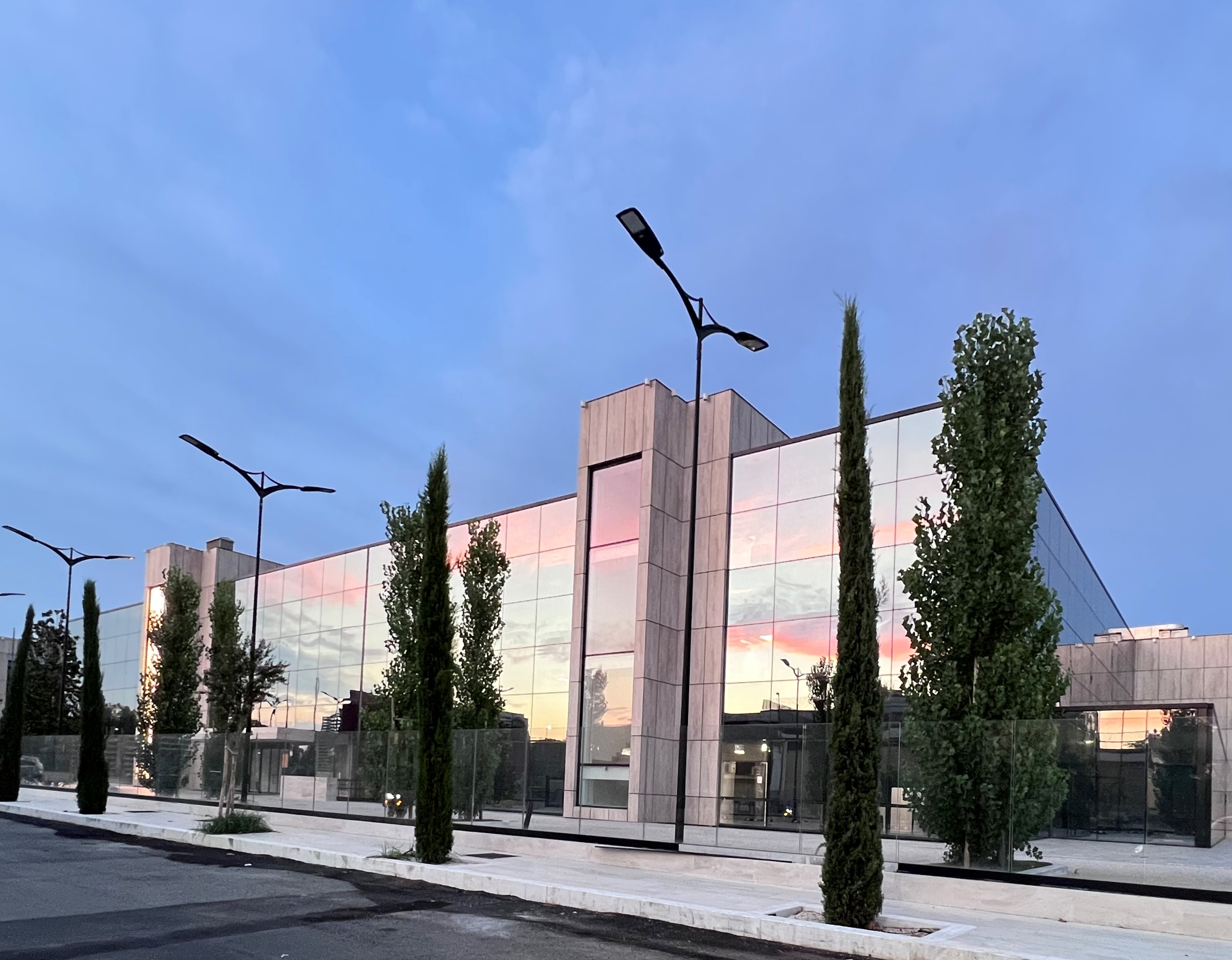
Sede Invitalia di Via Boccanelli 12 -30

### Società controllate
Ha partecipazioni di controllo nelle seguenti società:
- Infratel Italia S.p.A. (100%);
- Invitalia Partecipazioni S.p.A. (100%) ha l'obiettivo di gestire, dismettere o liquidare le partecipazioni ritenute non strategiche, in attuazione del Piano di Riordino predisposto da Invitalia e approvato dal Ministro dello sviluppo economico. L'obiettivo della società è trovare risorse finanziarie da investire nei settori chiave[16];
- Banca del Mezzogiorno - MedioCredito Centrale S.p.A. (100%);
- Italia Turismo S.p.A. (100%) si occupa di investimenti strategici in campo turistico-ricettivo, con proprietà immobiliari in Puglia, Basilicata, Calabria, Sicilia e Sardegna[17];
- DRI d'Italia S.p.A. (100%)[18] promuove la transizione energetica e l’evoluzione ecologica dell’industria siderurgica italiana e di tutelare l’ambiente, contribuendo al processo di abbattimento delle emissioni climalteranti e dell’impronta carbonica nel Paese.

### Altre partecipazioni
- Corneliani S.p.A.(48%);
- Industria Italiana Autobus (42,76%)
- Acciaierie d'Italia Holding SpA (38%);
- Sicamb SpA (30,3%);
- Contrader (16,50%);
- Pernigotti (25%);
- Istituto dell'Enciclopedia Italiana fondata da Giovanni Treccani SpA (5,98%);
- Titagarh Firema SpA (30,3%)[19]

## Loghi

1999 - 2008
2008 - oggi

## Vertici aziendali
Il consiglio di amministrazione di Invitalia è stato rinnovato il 30 giugno 2025 con Bernardo Mattarella Amministratore Delegato e Sergio Shisani Presidente; nel consiglio di amministrazione sono stati nominati Claudia Colaiacomo, Stefania Pastore e Gianluca Vesentini.
Invitalia
| Periodo     | Carica e nome                                                                      | Consiglieri del CdA                                      | Note                                                |
| ----------- | ---------------------------------------------------------------------------------- | -------------------------------------------------------- | --------------------------------------------------- |
| 2025 - oggi | - Presidente: Sergio Schisani - Amministratore delegato: Bernardo Mattarella       | Claudia Colaiacomo, Stefania Pastore, Gianluca Vesentini | [ 20 ]                                              |
| 2022 - 2025 | - Presidente: Rocco Sabelli - Amministratore delegato: Bernardo Mattarella         | Claudia Colaiacomo, Carmela D’Amato, Anna Lambiase       | [ 21 ]                                              |
| 2019 - 2022 | - Presidente: Andrea Viero - Amministratore delegato: Domenico Arcuri              | Paola Ciannavei, Stefania Covello, Sergio Maccagnani.    | [ 22 ]                                              |
| 2016 - 2019 | - Presidente: Claudio Tesauro - Amministratore delegato: Domenico Arcuri           |                                                          |                                                     |
| 2013 - 2015 | - Presidente: Giancarlo Innocenzi Botti - Amministratore delegato: Domenico Arcuri |                                                          | [ 23 ]                                              |
| 2010 - 2012 | - Presidente: Giancarlo Innocenzi Botti - Amministratore delegato: Domenico Arcuri |                                                          | [ 24 ]                                              |
| 2007 - 2009 | - Presidente: Nicola Piazza - Amministratore delegato: Domenico Arcuri             |                                                          | Sviluppo Italia si trasforma in Invitalia nel 2008. |

Sviluppo Italia
| Periodo     | Carica e nome | Note   |
| ----------- | --- | ------ |
| 2005 - 2007 | - Presidente: Roberto Gaggioli - Vicepresidente: Francesco Samengo - Amministratore delegato: Ferruccio Ferranti | [ 26 ] |
| 2002 - 2004 | - Presidente: Carlo Pace - Amministratore delegato: Massimo Caputi                                               | [ 27 ] |
| 2000 - 2002 | - Presidente: Umberto di Capua - Amministratore delegato: Carlo Borgomeo                                         | [ 28 ] |
| 1999 - 2000 | - Presidente: Patrizio Bianchi - Amministratore delegato: Carlo Borgomeo                                         | [ 29 ] |